# Podnoszenie ciężarów na Letnich Igrzyskach Olimpijskich 1972 – waga lekka mężczyzn
Rywalizacja w wadze do 67,5 kg mężczyzn w podnoszeniu ciężarów na Letnich Igrzyskach Olimpijskich 1972 odbyła się 30 sierpnia 1972 roku w hali Gewichtheberhalle. W rywalizacji wystartowało 22 zawodników z 18 krajów. Tytułu sprzed czterech lat nie obronił Polak Waldemar Baszanowski, który tym razem zajął czwarte miejsce. Nowym mistrzem olimpijskim został Mucharbij Kirżynow z ZSRR, srebrny medal zdobył Bułgar Mładen Kuczew, a trzecie miejsce zajął Polak Zbigniew Kaczmarek.

## Wyniki
| Pozycja | Zawodnik                | Reprezentacja     | Waga  | Wyciskanie | Wyciskanie | Wyciskanie | Rwanie | Rwanie | Rwanie | Podrzut | Podrzut | Podrzut | Wynik       |
| Pozycja | Zawodnik                | Reprezentacja     | Waga  | 1          | 2          | 3          | 1      | 2      | 3      | 1       | 2       | 3       | Wynik       |
| ------- | ----------------------- | ----------------- | ----- | ---------- | ---------- | ---------- | ------ | ------ | ------ | ------- | ------- | ------- | ----------- |
| 1. !    | Mucharbij Kirżynow      | ZSRR              | 66,80 | 142,5      | 147,5      | 147,5      | 130,0  | 135,0  | 135,0  | 167,5   | 172,5   | 177,5   | 460,0       |
| 2. !    | Mładen Kuczew           | Bułgaria          | 66,90 | 150,0      | 157,5      | 157,5      | 125,0  | 125,0  | 130,0  | 162,5   | 167,5   | 175,0   | 450,0       |
| 3. !    | Zbigniew Kaczmarek      | Polska            | 67,10 | 145,0      | 145,0      | 150,0      | 125,0  | 130,0  | 130,0  | 167,5   | 172,5   | –       | 437,5       |
| 4       | Waldemar Baszanowski    | Polska            | 66,90 | 142,5      | 142,5      | 142,5      | 130,0  | 135,0  | 135,0  | 162,5   | 167,5   | 167,5   | 435,0       |
| 5       | Nasrollah Dehnavi       | Iran              | 67,30 | 142,5      | 147,5      | 150,0      | 125,0  | 125,0  | 130,0  | 160,0   | 165,0   | 165,0   | 435,0       |
| 6       | Jenõ Ambrózi            | Węgry             | 66,90 | 137,5      | 142,5      | 147,5      | 120,0  | 125,0  | 125,0  | 165,0   | 170,0   | 172,5   | 427,5       |
| 7       | Won Sin-hui             | Korea Południowa  | 67,20 | 127,5      | 132,5      | 135,0      | 125,0  | 130,0  | 132,5  | 165,0   | 170,0   | 170,0   | 427,5       |
| 8       | Masao Kato              | Japonia           | 66,40 | 132,5      | 137,5      | 140,0      | 120,0  | 120,0  | 125,0  | 160,0   | 165,0   | 170,0   | 425,0       |
| 9       | Dan Cantore             | Stany Zjednoczone | 67,10 | 132,5      | 132,5      | 140,0      | 117,5  | 122,5  | 122,5  | 155,0   | 160,0   | 162,5   | 420,0       |
| 10      | Yūsaku Ono              | Japonia           | 66,60 | 130,0      | 135,0      | 140,0      | 120,0  | 125,0  | 127,5  | 157,5   | 157,5   | 167,5   | 417,5       |
| 11      | Wolfgang Faber          | NRD               | 67,00 | 132,5      | 137,5      | 140,0      | 115,0  | 115,0  | 115,0  | 152,5   | 157,5   | 157,5   | 405,0       |
| 12      | Werner Schraut          | RFN               | 67,10 | 127,5      | 127,5      | 132,5      | 120,0  | 125,0  | 125,0  | 150,0   | 155,0   | 155,0   | 402,5       |
| 13      | Leopold Herenčić        | Jugosławia        | 67,20 | 137,5      | 137,5      | 142,5      | 115,0  | 120,0  | 120,0  | 142,5   | 147,5   | 147,5   | 400,0       |
| 14      | Francisco Mateos        | Hiszpania         | 66,60 | 127,5      | 132,5      | 132,5      | 112,5  | 112,5  | 117,5  | 147,5   | 152,5   | 152,5   | 397,5       |
| 15      | George Newton           | Wielka Brytania   | 67,50 | 127,5      | 127,5      | 132,5      | 117,5  | 122,5  | 122,5  | 135,0   | 145,0   | 145,0   | 395,0       |
| 16      | José Martínez           | Kolumbia          | 67,10 | 132,5      | 137,5      | 137,5      | 102,5  | 102,5  | 107,5  | 140,0   | 145,0   | 150,0   | 380,0       |
| 17      | Elefterios Stefanudakis | Grecja            | 67,20 | 110,0      | 117,5      | 122,5      | 115,0  | 120,0  | 122,5  | 142,5   | 147,5   | 147,5   | 380,0       |
| 18      | Ieuan Owen              | Wielka Brytania   | 66,70 | 117,5      | 122,5      | 127,5      | 107,5  | 107,5  | 107,5  | 145,0   | 150,0   | 155,0   | 375,0       |
| 19      | Ildefonso Lee           | Panama            | 66,70 | 115,0      | 120,0      | 120,0      | 105,0  | 110,0  | 112,5  | 135,0   | 140,0   | 140,0   | 365,0       |
| 20      | Walter Legel            | Austria           | 67,40 | 127,5      | 127,5      | 132,5      | 110,0  | 115,0  | 117,5  | 145,0   | 150,0   | 155,0   | DSQ (395,0) |
| -       | Radnaasedijn Amgaased   | Mongolia          | 67,30 | 125,0      | 125,0      | 130,0      | 105,0  | 110,0  | 110,0  | -       | -       | -       | DNF         |
| -       | Pietro Masala           | RFN               | 67,20 | 137,5      | 137,5      | 137,5      | -      | -      | -      | -       | -       | -       | DNF         |